# El orden del día
El orden del día (en francés L'Ordre du jour) es una novela corta de Éric Vuillard publicada en 2017 en Francia por la editorial Actes Sud en la colección «Un endroit où aller». El libro gana el premio Goncourt en 2017. Fue publicado en español por Tusquets Editores en 2018.

## Resumen
El Orden del día es un relato relativamente corto (160 páginas) que cuenta varios episodios de como empezó el Tercer Reich a principios de los años 1930.
El relato empieza por una reunión que tuvo lugar el 20 de febrero de 1933 durante la cual Hermann Göring le pide a veinticuatro importantes empresarios alemanes (entre ellos los de Agfa, Allianz, BASF, Bayer, IG Farben, Krupp, Opel, Siemens, Telefunken,...) de apoyarle financieramente de cara a las elecciones legislativas de marzo de 1933: orden, trabajo, represión sindical y enormes beneficios a cambio de ayuda para hacerse con el poder. Los veinticuatro empresarios son: Wilhelm von Opel, Gustav Krupp, Albert Vögler, Günter Quandt, Friedrich Flick, Ernst Tengelmann, Fritz Springorum, August Rosterg, Ernst Brandi, Karl Büren, Günther Heubel, Georg von Schnitzler, Hugo Stinnes junior, Eduard Schulte, Ludwig von Winterfeld, Wolf-Dietrich von Witzleben, Wolfgang Reuter, August Diehn, Erich Fickler, Hans von Loewenstein zu Loewenstein, Ludwig Grauert, Kurt Schmitt, August von Finck y el doctor Stein. Más tarde, varios de ellos se benefician de los trabajos forzados de los deportados y prisioneros, una mano de obra barata.
El relato trata después de varios momentos del Anschluss a través de diferentes episodios poco conocidos: el encuentro entre Hitler y el canciller austriaco Schuschnigg, el 12 de febrero de 1938 en Berchtesgaden; la avería de los panzers alemanes, una vez cruzada la frontera austriaca; la cena en Londres durante la cual Ribbentrop abusa de la cortesía del primer ministro británico Neville Chamberlain para demorar la respuesta británica al Anschluss.